# Lia (sångare)
Choi Ji-su (koreanska: 최지수), känd mononymt som Lia, född 21 juli 2000 i Incheon, är en sydkoreansk sångerska och rappare. Hon är medlem i den sydkoreanska tjejgruppen Itzy.

## Tidiga år
Lia föddes 2000 i Incheon i Sydkorea men tillbringade en del av sin barndom i Kanada och studerade vid North London Collegiate School i Jeju. Hon tog examen vid School of Performing Arts Seoul 2019.

## Karriär

### Innan debuten
Lia provspelade initialt för SM Entertainment och blev godtagen men var tvungen att avböja i sista stund på grund av oenigheter med sina föräldrar. 2017 gick Lia vidare efter att ha medverkat i audition för JYP Entertainment och tränade hos dem i två år.

### Debut med Itzy (2019–nutid)
Den 12 februari 2019 debuterade Lia som medlem i Itzy. Gruppen debuterade med singelalbumet It'z Different, ledd av singeln "Dalla Dalla". Som medlem i gruppen bidrog hon 2022 med balladen "Always Be Your Star" för MBC:s TV-serie The Red Sleeve samt "Blue Flower" för TVN:s Alchemy of Souls. Senare gav hon även ut "One Hundred Love" för soundtracket till Dr. Romantic.
Den 18 september 2023 meddelade JYP Entertainment att Lia skulle ta ett uppehåll på grund av ångeststörningar. Under sin paus gav Lia ut "Blossom", en sololåt från Itzys kommande album tillägnad hennes fans.

## Filantropi
I januari 2020 var Lia en av de kändisar som deltog i Gmarket Global Shops donationskampanj "Give Love". Den 17 augusti 2022 donerade Lia 30 miljoner sydkoreanska won (uppskattningsvis 23 152 amerikanska dollar) till The Hope Bridge National Disaster Relief Association, för att stödja översvämningsoffren.

## Diskografi
För Lias verk med Itzy, se Itzys diskografi.

### Soundtrackmedverkan
| Titel                                                                                  | År   | Högsta listplaceringar | Album                     |
| Titel                                                                                  | År   | KOR                    | Album                     |
| -------------------------------------------------------------------------------------- | ---- | ---------------------- | ------------------------- |
| "Always Be Your Star" (밝혀줄게 별처럼)                                                | 2022 | —                      | The Red Sleeve OST Part 9 |
| "Blue Flower" (푸른꽃)                                                                 | 2022 | 184                    | Alchemy of Souls 2 OST    |
| "One Hundred Love" (수백날 수천밤)                                                     | 2023 | —                      | Dr. Romantic 3 OST Part 5 |
| "—" betecknar en singel som inte utgavs i det landet eller som inte gick in på listan. |      |                        |                           |

## Filmografi

### Som programledare
| År   | Titel                                       | Notering                    | Ref.   |
| ---- | ------------------------------------------- | --------------------------- | ------ |
| 2020 | Circle Chart Music Awards (nionde upplagan) | med Leeteuk                 | [ 20 ] |
| 2020 | Dream Concert                               | med Eunhyuk och Cha Eun-woo | [ 21 ] |
| 2021 | Circle Chart Music Awards (tionde upplagan) | med Leeteuk                 | [ 22 ] |